# Толмачёв, Алексей Емельянович
Алексе́й Емелья́нович Толмачёв (1925—1944) — гвардии младший сержант Рабоче-крестьянской Красной Армии, участник Великой Отечественной войны, Герой Советского Союза (1944).

## Биография
Алексей Толмачёв родился 1 мая 1925 года в селе Ново-Свинино. Русский. После окончания пяти классов школы работал трактористом. В январе 1942 года Толмачёв был призван на службу в Рабоче-крестьянскую Красную Армию Ширинским РВК Хакасской автономной области. С февраля того же года — на фронтах Великой Отечественной войны. В 1944 году вступил в ВКП(б).
К июню 1944 года гвардии младший сержант Алексей Толмачёв был разведчиком 213-го гвардейского стрелкового полка, 71-й гвардейской стрелковой дивизии, 23-го гвардейского стрелкового корпуса, 6-й гвардейской армии, 1-го Прибалтийского фронта. Отличился во время освобождения Витебской области Белорусской ССР. 24 июня 1944 года Толмачёв, скрытно подобравшись к немецкому пулемёту, гранатой подорвал его расчёт, что способствовало успешному продвижению вперёд стрелковых частей. В ходе дальнейшего наступления Толмачёв в составе передового отряда переправился через Западную Двину в районе деревни Мамойки Бешенковичского района и принял активное участие в боях за захват и удержание плацдарма на её западном берегу, захватив в плен четырёх немецких солдат. В тех боях Толмачёв погиб. Похоронен в 200 метрах восточнее деревни Орехи, перезахоронен в посёлке Шумилино Витебской области Белоруссии на воинском кладбище.

## Награды
Указом Президиума Верховного Совета СССР от 22 июля 1944 года гвардии младший сержант Алексей Толмачёв посмертно был удостоен высокого звания Героя Советского Союза. Был награждён орденами Ленина и Отечественной войны 2-й степени, медалью «За отвагу».

## Память
В честь Толмачёва названы улицы в посёлке Шира и селе Ефремкино Хакасии, селе Краснотуранск Красноярского края, посёлке Шумилино.

## Комментарии
1. ↑  Село Ново-Свинино[1] упразднёно в 1960-е годы в связи с затоплением территорий при возведении Красноярской ГЭС; ныне — территория Краснотуранского района Красноярского края.